# 茅ヶ崎海岸インターチェンジ
茅ヶ崎海岸インターチェンジ（ちがさきかいがんインターチェンジ）は、神奈川県茅ヶ崎市にある新湘南バイパスのインターチェンジである。現時点での新湘南バイパスの終点であり、藤沢方面のみが利用可能である。本路線は将来西湘バイパスの大磯東ICへと接続する予定である（ただし、新湘南バイパス側のIC名は仮称で「大磯IC」）。このため、当IC付近には橋脚が複数設置されており将来の延伸が可能な構造になっている。

## 接続道路
- 神奈川県道46号相模原茅ヶ崎線
- 国道134号

## 料金所
ブース数：4

### 入口
- ブース数：2
  - ETC専用：1
  - ETC/一般：1

### 出口
- ブース数：2
  - ETC専用：1
  - ETC/一般：1

## 周辺
- 湘南海岸
- 相模川河口
- 茅ヶ崎市立柳島小学校
- 茅ヶ崎市立中島中学校
- 柳島スポーツ公園
- 道の駅湘南ちがさき

## 隣
E84 新湘南バイパス
茅ヶ崎西IC（藤沢方面出入口） - 茅ヶ崎海岸IC - 平塚IC(事業中) - 平塚TB(事業中) -大磯IC(事業中)
当ICから入った場合、茅ヶ崎中央ICまたは首都圏中央連絡自動車道の寒川北ICまで一般道には出られない。